# Bien de grande consommation
 (signalé en juin 2025).
Si vous disposez d'ouvrages ou d'articles de référence ou si vous connaissez des sites web de qualité traitant du thème abordé ici, merci de compléter l'article en donnant les références utiles à sa vérifiabilité et en les liant à la section « Notes et références ».
- Archive Wikiwix
- Bing
- Cairn
- DuckDuckGo
- E. Universalis
- Gallica
- Google
- G. Books
- G. News
- G. Scholar
- Persée
- Qwant
- (zh) Baidu
- (ru) Yandex
- (wd) trouver des œuvres sur Wikidata

Pour les articles homonymes, voir CPG.

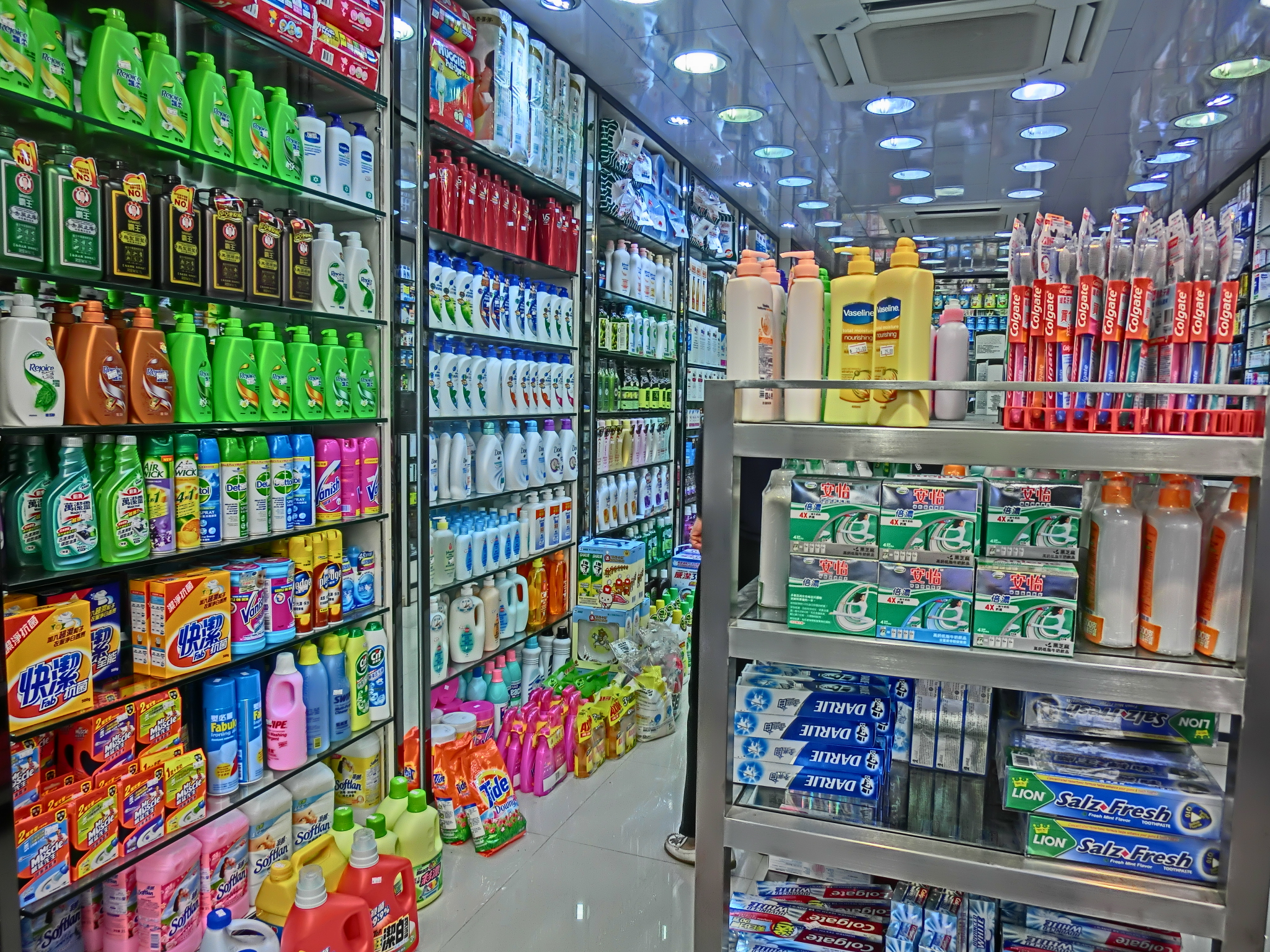
Des produits d'entretien dans une supérette de Hong Kong (2013).

Un bien de grande consommation ou produit de grande consommation (PGC) — en anglais Fast-Moving Consumer Goods (FMCG) ou Consumer Packaged Goods (CPG) — est un produit acheté fréquemment et à un prix relativement bas. Bien que le profit tiré de la vente de tels produits soit relativement faible, le grand nombre d'articles vendus fait que le profit total peut être important.
Les articles de toilette, les cosmétiques, les détergents mais aussi d'autres produits à courte durée de vie comme les ampoules, les piles électriques, les articles en papier ou en plastique sont autant d'exemples de biens de grande consommation. Les produits pharmaceutiques, la nourriture et les boissons sous emballage en font aussi partie, bien que souvent catégorisés à part.
Aux produits de grande consommation sont opposés les biens durables (tels que les ustensiles ménagers), qui sont généralement remplacés moins d'une fois par an.
Les ventes de biens de grande consommation sont souvent moins sensibles aux soubresauts de l'économie que celles des autres secteurs, car ils satisfont des besoins primaires.